# J. Michael Mendel
J. Michael Mendel, detto Mike (Radford, 24 settembre 1964 – Los Angeles, 22 settembre 2019), è stato un produttore televisivo statunitense.
È stato quattro volte vincitore del Premio Emmy per i suoi lavori nelle serie animate I Simpson e Rick and Morty.

## Biografia
Mendel ha frequentato la Monroe-Woodbury High School nella Central Valley, New York. Era residente a Studio City, Los Angeles, ed era sposato con Juel Bestrop, direttrice del casting per serie televisive come Brooklyn Nine-Nine e Life in Pieces.

### Morte
Mendel è morto il 22 settembre 2019, due giorni prima del suo 55º compleanno per cause naturali. È stato omaggiato da Justin Roiland e Al Jean.

## Carriera
Mendel ha lavorato per la prima volta in televisione mentre era uno studente all'Università di Syracuse, servendo come assistente alla produzione in La valle dei pini e Quando si ama durante le sue vacanze estive.
Dopo la laurea, ha lavorato con James L. Brooks in Big e The Tracey Ullman Show. Quando i cortometraggi de I Simpson di Tracey Ullman furono trasformati in una serie animata, Mendel si unì al suo staff come produttore dello show, servendo dalla prima alla decima stagione. Per il suo lavoro in I Simpson, Mendel ha vinto tre Primetime Emmy Award per gli episodi Il matrimonio di Lisa, La fobia di Homer e Spazzatura fra i titani.
Dopo aver lasciato I Simpson, Mendel ha prodotto serie animate come The PJs, The Oblongs, Drawn Together, Sit Down, Shut Up e Napoleon Dynamite. Nel 2013, è entrato a far parte del cast di Rick and Morty, dove ha vinto il suo quarto Premio Emmy per l'episodio Cetriolo Rick nel 2018.